# گروه وی‌دی‌ال
گروه وی‌دی‌ال (انگلیسی: VDL Groep) شرکت خودروسازی هلندی است، که در سال ۱۹۵۳ تأسیس شد.